# 川上雄大
川上 雄大（かわかみ ゆうだい、1965年5月11日 - ）は、日本,北海道の男性フォークロックシンガー。

## 概要
北海道夕張郡栗山町出身。
本名、川上 雄大（かわかみ たけひろ）。
血液型O型。
中学生の頃にアコースティック・ギターを手にし、作詞作曲にのめり込みオリジナル曲を作りはじめる。16歳で応募したヤマハポピュラーソングコンテストで夕張地区大会審査員奨励賞入賞。岩見沢東高校・北海道大学（バスケットボール部所属）卒業。2015年50歳を機に音楽活動を再開。2019年4月24日 メジャー・デビュー 。

## 略歴
2015年
- 7月より50歳を機に一度やめた音楽活動を再開。本業であるパソコンインストラクターの傍ら、アコースティック・ギターの弾き語りやバンド演奏、フォークロックシンガーとして活動。

2016年
- 9月、北海道札幌市中島公園近隣の渡辺淳一文学館ホール[1][出典無効]でクラシック奏者と共演。
- 12月からJR白石駅で月に2回開催される音楽を楽しむイベント、平和の森会議[2][出典無効]主催「ミュージックライフをたのしむ会」に参加。

2017年
- 8月11日、10月9日、12月8日、ワンマンライブ（渡辺淳一文学館地下ホール）[1][出典無効]

2018年
- 2月18日、北海道札幌市白石区北郷東町内会[3][出典無効]主催「初笑い企画：林家とんでん平とジョイントライブ（北郷東会館2階ホール）
- 4月30日、北海道朝里川温泉小樽朝里クラッセホテル「満月の夜のコンサート」
- 6月23日、「北の街から☆3人LINE in 渡辺淳一文学館」共演：竹本孝之、工藤忠幸（渡辺淳一文学館地下ホール）
- 11月3日、「文化の日コンサート2018 in 渡辺淳一文学館」（渡辺淳一文学館地下ホール）[1][出典無効]

2019年
- 2月17日、北海道札幌市白石区北郷東町内会主催「第4回 落語と歌で迎える新春ライブ」共演　桂三段、極楽亭とん幕（北郷東会館2階ホール）
- 4月24日、メジャー・デビューCD「風はいつも君を見守る」A-forceNEXT（発売元：クラウン徳間ミュージック）
- 5月17日、レコ発Live（KRAPS HALL）
- 6月22日、「北の街から☆3人LINE in 渡辺淳一文学館」共演：竹本孝之、工藤忠幸（渡辺淳一文学館地下ホール）[1][出典無効]
- 花フェスタ2019「FLOWER STAGE 2019 in 花フェスタ」[4][出典無効]

2020年
- 2月11日、「川上雄大コンサート2020 in 渡辺淳一文学館Vol.5（渡辺淳一文学館地下ホール）[1][出典無効]
- 2月24日、「その日に」（監督：横山浩之　主演：角島美緒・佐々木仁・川上雄大）モナコ国際映画祭 インディペンデントスピリット賞 受賞
- 3月4日、セカンドシングルCD「ミュージックライフを楽しみに/君と出逢えて」A-forceNEXT（発売元：徳間ジャパンコミュニケーションズ）
- 8月10日（月・祝）川上雄大コンサート2020 in 渡辺淳一文学館 Vol.6（渡辺淳一文学館地下ホール）[1][出典無効]
- 11月23日（月・祝）川上雄大コンサート2020 in 渡辺淳一文学館 Vol.7（渡辺淳一文学館地下ホール）[1][出典無効]

2021年
- 2月11日（木・祝）川上雄大コンサート2021 in 渡辺淳一文学館 Vol.8（渡辺淳一文学館地下ホール）[1][出典無効]
- 11月23日「川上雄大・コンサート2021 in 渡辺淳一文学館ホール Vol.9」[1]
- 11月23日　シングルCD「貴方がくれた歌／夢のゆりかご」プライベート盤限定発売。作詞：蒔田俊明による楽曲。

2022年
- 3月19日、「川上雄大・コンサート2022 in 札幌コンサートホールKitara小ホール」を開催。札幌コンサートホールKitara
- 3月19日　シングルCD「花は生きている／スーパームーン」プライベート盤限定発売。
- 9月～2023年6月　北海道五十三次コンサートに参加（江別、留萌、苫小牧、札幌、函館、北見）。北海道五十三次
- 11月19日、「川上雄大・コンサート2022 in 渡辺淳一文学館ホール Vol.10」を開催。[1][出典無効]

2024年
- 4月21日　デビュー5周年記念LIVE（FanStage）開催。
- 4月21日　シングルCD「行き止まりの愛／北の旅」プライベート盤限定発売。作詞：蒔田俊明による楽曲。